# 众生之路
《众生之路》（The Way of All Flesh），塞缪尔·巴特勒的代表作，1903年发表。一开始本书并未引起关注，萧伯纳后来说到“这样一部对英国生活做出如此不同一般的深刻探索的作品竟然遭到这般冷遇，实在使人几乎不能不对整个英国文学感到绝望了！”萧伯纳之后，这部小说终于走进评论界的视野。书中主要探讨自由和道德进化的联系。

## 情节
主人公欧内斯特出生于一个牧师家庭。他常在父亲西奥博尔德的威逼下去背诵主祷文和忏悔词，经常受到毒打。欧内斯特无力反抗，在父亲命令下担任了教职。西奥博尔德阻止欧内斯特与任何女性交往，认为女人是“一种神秘的生物”，和男人相比，“作风不同”、“思想也不同”。欧内斯特在父亲影响下“号召那些犯罪的人立意悔改”，当他想尽办法去败坏梅特兰小姐的人品道德，结果被捕入狱。然而，欧内斯特在面对困境时，其内心深处产生了朦胧的道德情感。他在狱中度过的这段时间，“原曾以为是一种不可名状的不幸，现在却感到这是上天赐予的莫大福分”，认为正是自己“反思和道德成长的最佳契机”。他开始“不再老是想到过去的不堪，而是更多的想到如何去迎接未来”，察觉到与父母断绝关系是唯一的出路。在出狱不久，欧内斯特遇见了女仆艾伦，与其同居。可是艾伦酗洒，并一次又一次地欺骗欧内斯特。他想尽办法来改变艾伦，但无济于事。欧内斯特本可以结束两人之问这种痛苦的生活，可是由于责任心的驱使，他不得不去完成一个作丈夫、父亲应尽的职责。最后艾伦重婚，欧内斯特得到解脱，把子女交由他人抚养，希望“在那里他们将不会由于被勾起虚假的希望，最后陷入难堪的痛苦之中去”。最终，主人公选择了自己愿走的路，按照自己喜欢的方式去生活。